# Yves Bottineau
Yves Bottineau (* 2. Oktober 1925 in Nantes; † 5. Januar 2008) war ein französischer Kunsthistoriker, der sich mit spanischer und portugiesischer Kunst und Kunst des Barock befasste. Er war Professor für Kunstgeschichte an der Universität Paris-Nanterre. 1986 bis 1989 war er Direktor des Museums von Schloss Versailles.
Bottineau studierte an der École nationale des chartes und der École des hautes études hispaniques in der Casa de Velázquez in Madrid. Neben seiner Professur war er Konservator am Louvre.
Er war Ehrendoktor der Universität Complutense Madrid.

## Schriften
- L’Art baroque, Paris, Citadelles & Mazenod, 2005
  - Deutsche Ausgabe: Die Kunst des Barock, Ars Antiqua – Große Epochen der Weltkunst, Herder Verlag, 1986
- L’art d’Ange-Jacques Gabriel à Fontainebleau, 1735–1774, Paris: Boccard 1962
- Catalogue de l’orfèvrerie du XVIIe, du XVIIIe et du XIXe siècle, Musée du Louvre et Musée de Cluny, Editions des Musées nationaux, 1958
- mit Solange Brault: L’orfèvrerie française du XVIIIe siècle, Presses universitaires de France, 1959
- Les Chemins de Saint-Jacques, Paris, Flammarion, 1983
  - Deutsche Ausgabe: Der Weg der Jakobspilger : Geschichte, Kunst und Kultur der Wallfahrt nach Santiago de Compostela, Lübbe 1987
- L’Espagne, Paris, Arthaud, 1988
- Spanien, Droemer Knaur 1962 (französisches Original: Splendeurs d’Espagne)
- Versailles, miroir des princes, Paris, Arthaud, 1989
- Le Portugal, Paris, Arthaud, 1989
- Portugal, Würzburg, Wien: Zettner 1963
- Les Bourbons d’Espagne (1700–1808), Paris, Fayard, 1993
- L’art de cour dans l’Espagne de Philippe V, Nanterre, Conseil général des Hauts-de-Seine, Mémoires du musée de l’Île-de-France, 1993
- L’art de Cour dans l’Espagne de Philippe V, 1700–1746, Bordeaux 1961
- L’art de cour dans L’Espagne des lumières : 1746–1808, Boccard 1986
- Vélasquez, Paris, Citadelles & Mazenod, 1998
- Baroque ibérique. Espagne, Portugal, Amérique latine, Fribourg 1969
  - Deutsche Ausgabe: Iberischer Barock, Architektur der Welt, Taschen 1994